# Casa de la Senyora (Alt Àneu)
La Casa de la Senyora és una obra a València d'Àneu, al municipi d'Alt Àneu (Pallars Sobirà) inclosa a l'Inventari del Patrimoni Arquitectònic de Catalunya.

## Descripció
Gran casa de planta rectangular formada per planta baixa, tres pisos i dos més de mansarda, sota coberta de pissarra a quatre vessants, com a tibuix les dues perpendiculars a l'eix Est-oest del cavall i amb canvi d'inclinació (molt forta) les paral·leles a aquest. Al costat est, en un petit carreró, es troba la façana principal de la casa, de pedra pissarrosa sense desbastar, al bell mig de la qual s'obre la portada dovellada i flanquejada per dues pilastres estriades, la de la dreta entrant sobre un basament format per dos tors i dues escòcies i la de l'esquerra, que neix d'un simple plint sobre el qual apareix un estrany element en alt relleu ovalat, possible representació d'un fruit. A la dovella central hi ha gravada la data 1575. Per sobre d'aquesta apareix un alt relleu de cap de monstre, suport d'un balcó als extrems el qual, a costat i costat, es troben dos caps més en relleu més pla. Al costat esquerre del balcó i en un bloc encastat, de forma més o menys rectangular, apareixen dos lleons rampants que sostenen un escut sota d'una arcada amb dues columnes estriades amb capitell i base. Alhora, al costat dret hi ha encastat un bloc irregular amb una data gravada: 1804. La façana nord, modificada totalment a finals de segle passat, adquirí el seu aspecte actual de tres pisos amb una divisió tripartida de balcons i totalment arrebossada.